# Karine Ste-Marie
 Karine Ste-Marie  est une auteure-compositrice-interprète québécoise, née  à Repentigny (Québec) le 12 mars 1985. Elle s'est fait connaître grâce à l'émission La Voix en 2015. 

## Biographie

### Débuts
Karine Ste-Marie chante et écrit depuis qu’elle est toute jeune . Elle dit pourvoir chanter avant même de parler. À 14 ans, elle fait une apparition à l’émission de télévision Décibel. Peu après, elle participe à plusieurs événements tenus par des organismes de la région, par exemple les clubs Optimiste de Terrebonne et Mascouche, et pour les Chevaliers de Colomb. On lui propose aussi de chanter dans des événements corporatifs et dans des mariages, ainsi que la première partie d'un spectacle de Gregory Charles .
Vers 2002 (en ondes en 2003), Karine fait partie du Top 12 de 5 000 personnes participantes, sur l'émission de télévision canadienne de langue anglaise Popstars 3: The One .  
Elle obtient son diplôme en musique populaire (chant) au Collège Lionel-Groulx en 2006 . En 2007, elle a remporté le prix de la "Chanson primée SOCAN" lors du Festival de la chanson et de l’humour de Dégelis .
La jeune madame sort un premier album indépendant en 2012, un titre bilingue anglophone et francophone "Another Day". Son premier single "Parler ma pensée" a été un succès au Québec, se trouvant au Top 40 des classements musicaux et étant n ° 1 dans quelques stations de radio . Issue d'une famille francophone, elle commence à chanter aussi en anglais avec cet album . 
Karine passe l’été 2014 au Circle In the Square Theatre School à New York.  En 2015, elle s'est fait connaître grâce à l'émission La Voix; sa version de "Always on My Mind" de Willie Nelson se trouve sur l’album officiel de cette saison de l’émission .

### Après «La Voix»
Juste après l’émission, elle se joint à l’équipe de Cavaland, un spectacle équestre à Sainte-Marguerite-du-Lac-Masson. Elle écrit et doit monter le spectacle  sur le site du Haras Laurentien. Aussi en 2015, elle fait partie du spectacle de la Saint-Jean-Baptiste de Sainte-Thérèse .
Karine passe ensuite trois ans en mer comme artiste de croisière sur la Holland America Line . 
Une chanson originale intitulé "Charlottetown" lui donne son premier grand hit francophone; la chanson atteint le numéro 1 sur le canal de radio par satellite "Ici Musique"  Franco de Sirius XM Radio en 2018. Existant aussi en version anglaise, sa version en français se voit aussi très populaire sur Spotify. La chanson est populaire dans la ville du même nom à l'Île-du-Prince-Édouard,. Son succès lui vaut une mention à la Chambre des communes du Canada par le député Sean Casey en septembre 2018 .
La chanson "Charlottetown" se trouve sur son album "THE GRAND VOYAGE", disque de 16 chansons, composé lorsqu'elle est en mer, qui sort en 2017 .
En 2017 et 2019, elle se trouve en mer sur la Seabourn Cruise Line, partie du spectacle An Evening with Tim Rice . 
En 2020, elle part étudier les cérémonies sacrées, cercles de chant et la sonothérapie au Guatemala. 